# Lucia Filippini
Die heilige Lucia Filippini (* 13. Januar 1672 in Corneto im Latium; † 25. März 1732 in Montefiascone) war die Gründerin der Schwesternkongregation Maestre Pie Filippini.

## Leben
Schon früh wurde sie Waise und war dann in der schulischen Ausbildung bei der heiligen Rosa Venerini tätig. Der von ihr 1694 gegründete Orden hatte dieselbe Ausrichtung und wurde unterstützt von Kardinal Antonio Barbarigo. Sie gründete mehrere Schulen in Italien, davon eine 1707 auf Bitten von Papst Clemens XI. Ihre Arbeit machte einen derartigen Eindruck auf die Bevölkerung, dass man ihr den Namen una donna forte (eine starke Frau) gab. Sie starb im Alter von 60 Jahren an einem Krebsleiden.

## Verehrung
Am 22. Juni 1930 wurde sie von Papst Pius XI. heiliggesprochen. Ihr Gedenktag in der römisch-katholischen Kirche ist der 25. März.